# Castanet (Tarn)
Castanet é uma comuna francesa na região administrativa de Occitânia, no departamento de Tarn. Estende-se por uma área de 7,21 km². Em 2010 a comuna tinha 197 habitantes (densidade: 27,3 hab./km²).